# Messor stoddardi
Messor stoddardi es una especie de hormiga del género Messor, subfamilia Myrmicinae.